# Saint-Pierre-sur-Dives
Saint-Pierre-sur-Dives település Franciaországban, Calvados megyében. Lakosainak száma 3373 fő (2018. január 1.). Saint-Pierre-sur-Dives Hiéville, Thiéville, L’Oudon és Vendeuvre községekkel határos.

## Népesség
A település népessége az elmúlt években az alábbi módon változott:
| Lakosok száma | 3765 | 4274 | 4506 | 3977 | 3647 | 3651 | 3587 | 8128 | 3453 | 3373 |
|               | 1968 | 1975 | 1982 | 1999 | 2006 | 2011 | 2013 | 2016 | 2017 | 2018 |